# Остриц
Остриц (на немски: Ostritz) е град в Германия, разположен в окръг Гьорлиц, провинция Саксония. Към 31 декември 2011 година населението на града е 2517 души.